# Philipp Kosack
Philipp Kosack (* 17. Oktober 1869; † 16. Mai 1938 in Kopenhagen) war ein deutscher Briefmarkenhändler.
Er fing klein an und brachte es zu einem Briefmarkenhandel mit weltweiter Bedeutung. Sein Berliner Laden befand sich in der Burgstraße 12 in der Nähe des Berliner Stadtschlosses. 1900 kaufte er mit seinem dänischen Geschäftspartner Edvard M. Ruben die restlichen Bestände von Jean-Baptiste Moens. Seine erste Auktion fand am 22. Oktober 1900 statt. Jeweils durch Tauschgeschäfte beschaffte er für das Reichspostmuseum dessen beide Exemplare von den Roten und Blauen Mauritius mit den Moens Nummern VII und XXIII. Ab 1905 war er Herausgeber der Berliner Briefmarken-Zeitung, die er 1934 einstellte. Außerdem war er von 1912 bis 1920 Herausgeber des Ganzsachen-Sammler und war auch Verleger von philatelistischer Literatur. Da er Jude war, emigrierte er 1935 nach Dänemark.